# Polar Code
Der Polar Code (eigentlich International Code for Ships Operating in Polar Waters, englisch für Internationaler Kodex für Schiffe, die in polaren Gewässern betrieben werden) ist eine Sammlung von verbindlichen Rechtsvorschriften und Empfehlungen, die für die Mitgliedstaaten der Internationalen Seeschifffahrts-Organisation (IMO) gelten. Die Bestimmungen traten nach sechsjährigen Verhandlungen zum 1. Januar 2017 in Kraft. Der Polar Code soll die im Polarmeer betriebenen Schiffe sicherer machen und darüber hinaus zum Umweltschutz beitragen, er beinhaltet Vorschriften, die „alle Aspekte bezüglich der Seefahrt in den Gewässern um die Pole“ umfassen. Schiffe, die den Geltungsbereich des Polar Codes befahren, müssen nach dem Polar Code zertifiziert sein.

## Inhalte
„The goal of this Code is to provide for safe ship operation and the protection of the polar environment by assessing risks present in polar waters and not adequately mitigated by other instruments of the Organization.“

„Das Ziel dieses Kodex ist, den sicheren Schiffsbetrieb und den Schutz der polaren Umwelt zu gewährleisten, indem Risiken in Polarmeeren evaluiert werden, die nur unzureichend durch andere Instrumente der Organisation gemildert wurden.“

Die Inhalte des International Code for Ships Operating in Polar Waters sind in verpflichtende Bestimmungen (Teil A) und empfohlene Maßnahmen (Teil B) untergliedert. Beide Teile enthalten jeweils Auflagen zur Schiffs- und Personensicherheit und zur Verhinderung von Umweltverschmutzung. Verpflichtend sind beispielsweise das Mitführen von warmer Kleidung für Personen an Bord und die Verfügbarkeit von geschlossenen Rettungsbooten. Empfohlen wird beispielsweise auf Schweröl als Treibstoff auf Grund der hohen Umweltbelastung zu verzichten.

### Geltungsbereich
Geografisch beschränkt sich der Polar Code auf die Polregionen der Erde.
Am Nordpol ist der Geltungsbereich grundsätzlich der Bereich nördlich des 60 Breitengrads bis zum Nordpol. Allerdings wurde im Atlantik diese Grenze angepasst und verläuft: Südlich von Grönland auf 58° Nord, dann etwa parallel an dessen Küste, zwischen Grönland und Island weiter nordöstlich, zwischen Spitzbergen und dem Norwegischen Festland schließlich zur Russischen Küste am Cap Kanin Nos (Östlicher Eingang des Weißen Meeres). Damit bleiben die Gewässer um Island, die gesamte norwegische Festlandküste und die russische Halbinsel Kola ausgenommen.
Am Südpol ist der Geltungsbereich südlich des 60 Breitengrads bis zum Südpol.

### Zertifizierung von Schiffen
Zum Betrieb in Polargewässern vorgesehene Schiffe werden hauptsächlich nach der Unterscheidung von Meereis, für welches sie entwickelt wurden, in Kategorien unterteilt und dann zertifiziert.
- Kategorie A für Schiffe, die mindestens mittleres einjähriges Meereis (etwa 70 bis 120 Zentimeter) bewältigen können.
- Kategorie B für Schiffe, die nicht entsprechend der Anforderungen von Kategorie A entwickelt wurden, aber mindestens dünnes einjähriges Meereis (30 bis 70 cm) bewältigen können.
- Kategorie C für Schiffe, die in offenen Gewässern betrieben werden, mit weniger Meereis als für die Kategorien A und B definiert.

Die Erteilung des „Polarzertifikats“ bedingt darüber hinaus ein Mitführen von Betriebsinformationen für Polargewässer, die neben grundsätzlichen Daten der Limitationen zum sicheren Betrieb auch Notfallbestimmungen enthält.

#### POLARIS
Das von der International Association of Classification Societies (IACS) für den Polar Code entwickelte System Polar Operational Limit Assessment Risk Indexing System (POLARIS) wurde von russischer Seite mehrfach kritisiert, letztlich ist POLARIS kein Teil der Risikobewertung im Rahmen des Polar Codes geworden. Die Arbeit der IACS basierte auf Beiträgen von Kanada, Finnland, Schweden und Russland selbst, POLARIS sollte den Polar Code für die Praxis einfach anwendbar machen.
Dorottya Bognar von Norwegens Arktischer Universität betrachtet die russische Intervention als Ausdruck politischen und wirtschaftlichen Eigeninteresses: Die Entscheidungshoheit über Schiffe vor der russischen Küste bleibt so gewahrt. Der nicht umgesetzte Vorschlag der Russischen Föderation, das POLARIS um das russische System von Eisklassen zu erweitern, hätte ebenfalls die eigene Position gestärkt. Andererseits gab es berechtigte Einwände der Russischen Föderation, dass einzelne Verfahren des POLARIS unzureichend getestet wurden. Dem Grundgedanken des Polar Code, auf ein universelles Regelwerk für den Schiffsverkehr hinzuwirken, würde dadurch in jedem Fall nicht gedient.
Unabhängig von der Kritik Russlands wurde POLARIS durch Craig Eason in Lloyd’s List positiv bewertet: Es sei genau das, was der Polar Code eben nicht sein könne – eine Interpretation der verschiedenen Eis- und Polarklassen-Regime in der Industrie. Denn der Polar Code sei durch kontinuierliche politische Einflussnahme bereits geschwächt. POLARIS könne eine kräftigere Lösung anbieten.

## Vertragsverhandlungen
Die Bestimmungen wurden nach sechsjährigen Verhandlungen und Kompromissen im Jahr 2015 festgesetzt. Voraus ging die Annahme der Resolution A. 1024(26) der Generalversammlung der Internationalen Seeschifffahrts-Organisation im Dezember 2009. In dieser wurde die Notwendigkeit einer Berücksichtigung der besonderen klimatischen Bedingungen der Polarregionen festgehalten, die über die International Convention for the Safety of Life at Sea und das Internationale Übereinkommen zur Verhütung der Meeresverschmutzung durch Schiffe von 1973/78 hinausgeht.

### Verhandlungspartner
Die Verhandlungen des Polar Codes verlief zwischen den Staaten, die an der IMO beteiligt sind, Vertretern von Klassifizierungsfirmen und Reedereien.
In einer wissenschaftlichen Untersuchung durch Norwegens Arktische Universität wurde festgestellt, dass die Vertreter Russlands zum Teil kontraproduktiv gegenüber den Zielen des Polar Code agieren. Dies sei dem nationalen Wirtschaftsinteresse geschuldet: Besonders im strukturschwachen Osten Russlands sei eine Beeinträchtigung der Fischereiwirtschaft unerwünscht. (Siehe auch: Abschnitt „POLARIS“)
Dass die betroffenen Reedereien dem Polar Code zustimmten, wird auf ihre wirtschaftlichen Interessen zurückgeführt: Ein zertifiziertes Schiff, welches die Auflagen erfüllt, wird eine niedrigere Versicherungsprämie kosten.

## Bewertung und Kritik
Obwohl die IMO den Polar Code einen „Meilenstein“ nennt, gibt es Kritik von verschiedenen Seiten, auch wenn eine grundsätzliche Verbesserung der Bedingungen zugestanden wird.
Der „wachsenden polaren Schifffahrt und ihren potenziell katastrophalen Folgen für die Umwelt werde nur unzureichend begegnet.“
Dem Polar Code werden vom World Wildlife Fund (WWF) mangelnder Schutz der Umwelt vor Lärm- und Luftverschmutzung, biologischer Invasion und unzureichende Bestimmungen zur Einleitung von Abfall oder Giftstoffen attestiert.
Besonders mangele es an einem Verbot von Schweröl als Treibstoff für Schifffahrt in allen polaren Gewässern, wie es etwa an der Antarktis seit 2011 bestehe, stellt der WWF-Norwegen fest. Dass dies nicht umgesetzt wurde, sei in erster Linie auf Russland zurückzuführen. Im polaren Gewässer seien rund 6.000 Schiffe regelmäßig unterwegs, ein Großteil davon unter russischer Flagge. Die russische Industrie wird größtenteils mit Schweröl betrieben. Darüber hinaus gäbe es eine Reederei- und Kreuzfahrtlobby, die auf das Fehlen von Schiffen hinweise, die diesem Kriterium zum Umweltschutz entspreche. Im Falle eines Verbotes von Schweröl würden Fahrten durch das arktische Meer ökonomisch uninteressant.
Das Schweröl sei hochgradig umweltschädlich und im Falle eines Unfalls „praktisch unmöglich“ aus dem kontaminierten Gebiet zu entfernen. Darüber hinaus gäbe es in den abgelegenen Regionen keine Infrastruktur, die eine Ölverschmutzung bewältigen könne. Außerdem sei dort eine Navigation durch satellitengestützte Technik unzuverlässig.
Dass der Polar Code lediglich große Schiffe betrachtet und Trawler, die in großer Anzahl im Polarmeer unterwegs seien, vernachlässigt, sei ein weiteres Defizit.
Das Lloyd’s Register kündigte 2014 an, eigene, „komplementäre“ Richtlinien für die Polarschifffahrt zu entwickeln. Zuvor wurde bereits befürchtet, das Wachstum der Polarschifffahrt könne „die Fähigkeiten der Macher zur Schaffung eines gesetzlichen Rahmens im hohen Norden überholen.“

## Umsetzung und Überwachung

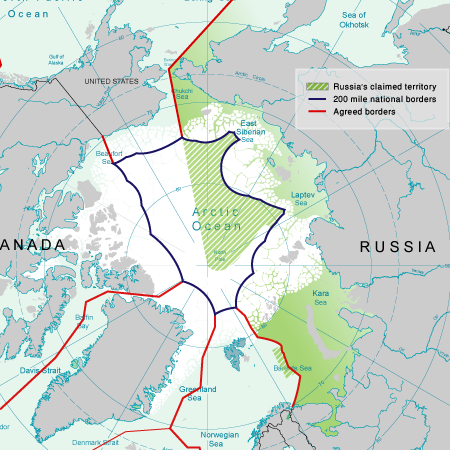
Übersichtskarte der Hoheitsgebiete im Nordpolar-Meer

Für die Überwachung der Vorschriften sind die Anrainerstaaten verantwortlich.
Da 80 Prozent des arktischen Schiffsverkehrs durch die Gewässer des Landes führen, kommt Norwegen eine maßgebliche Rolle im Umgang mit Kontrollpflichten und Sanktionen zu.